# Чернова, Аида Артуровна
Аида Артуровна Чернова (22 мая 1937, Москва — 23 ноября 2012, там же) — советская и российская актриса (в жанре пантомимы), хореограф, либреттист, режиссёр, заслуженная артистка РСФСР (1984). Основатель и художественный руководитель Московского государственного музыкального театра пластического балета «Новый балет» (1989—2012).

## Биография
В 1961 году окончила филологический факультет МГУ. Тогда же стала участницей эстрадной студии МГУ «Наш дом», где училась искусству пантомимы под руководством И. Рутберга. С другим студийцем — Юрием Медведевым — образовала дуэт, просуществовавший более двух десятилетий.
В начале 1960-х годов Чернова и Медведев учились в ГУЦЭИ у С. А. Каштеляна.
«До встречи с Сергеем Андреевичем я пыталась создавать пантомимические этюды — своеобразные импрессионистические зарисовки. Но после его школы, научившей меня безошибочно чувствовать продолжительность номера и его конструкцию, сочетать внешнюю выразительность приемов с психологизмом и драматизмом содержания, после такой школы Сергея Андреевича меня уже не привлекают просто эффектные темы. Теперь интересны лишь те, что несут глубокое содержание, гражданские или патриотические идеи, идеи человечные, гуманистические» (Аида Чернова)
С 1964 года дуэт начал участвовать в спектаклях Театра на Таганке, в частности был задействован в постановках «Добрый человек из Сезуана», «Жизнь Галилея», «Десять дней, которые потрясли мир». Кроме того, были созданы сольные спектакли «Вечер пантомимы» (с номерами Черновой «Подмостки сцены» и «Сон о Жанне д’Арк», Медведева и Черновой «По мотивам скульптур Родена») и «Работа есть работа» (по песням Б. Окуджавы).
В 1975 году окончила высшие режиссёрские кypсы ГИТИСа.
С 1986 года выступала в дуэте с Сергеем Старухиным. В 1989 году вместе с Сергеем Старухиным открыла Московский музыкальный театр-студию пластических искусств (с 2001 года — Московский государственный театр пластического балета «Новый балет»). Чернова стала художественным руководителем театра и одновременно хореографом, постановщиком (в соавторстве с Сергеем Старухиным сοздано бοлее 30 постановоκ), автором либретто спектаклей театра и исполнительницей главных танцевальных партий.
Была членом Международного совета по танцу.
Скончалась 23 ноября 2012 года, похоронена на Хованском кладбище.

## Творчество
Отличалась лиричностью, женственностью исполнения. Владела также острыми современными формами танца и пластики.
Театр на Таганке (совместно с Ю. Д. Медведевым)
- пантомимы в спектаклях:
  - «Добрый человек из Сезуана»
  - «Десять дней, которые потрясли мир» — «Вечный огонь» («Огонь свободы»; режиссёр С. Каштелян), «Тяжёлая доля»
  - «Антимиры» — «Стриптиз»
  - «Павшие и живые» — «Это не должно повториться!» (режиссёр С. Каштелян)
  - «Жизнь Галилея»
  - «Гамлет»
  - «Берегите ваши лица»
  - «Послушайте!»
- 1976—1984 сольный пантомимный спектакль «Работа есть работа» (педагог по пластике И. Бурова; песни Б. Окуджавы, аккомпанемент на гитаре — Д. Межевич)

Эстрадные номера
- лирико-романтическая композиция по мотивам скульптур Огюста Родена, на музыку И. С. Баха (совместно с Ю. Д. Медведевым)
- 1980 «Те Деум» на музыку Г. Ф. Генделя (совместно с А. А. Анютенковым)
- 1981 «Светильник» на музыку Томазо Альбинони (совместно с А. Ю. Пепеляевым)

Сольные номера
- пантомимы «Жизнь цветка», «Жанна д`Арк», «Актриса»
- композиция по мотивам легенд и мифов Древней Греции на музыку Кшиштофа Пендерецкого — Ника, Афродита, Ифигения, Клитемнестра
- композиция «Аве, Мария!» на музыку Яна Таусингера[англ.]
- 1987 спектакль-концерт «Гармонии таинственная власть» в сопровождении Даниила Крамера (фортепиано)

Театр «Новый балет»
Режиссёр следующих спектаклей (совместно с С. Старухиным):
- 1991 «Мужчина и женщина», на музыку А. Шнитке (Концерт для альта с оркестром) — женщина[11]
- 1993 «Сюита в старинном стиле», на музыку А. Шнитке
- «Сонеты для Терпсихоры», синтез-балет[11]
- «Libera me, Domine» («Избави меня, Господи», «Сад наслаждений»), пластический балет по мотивам полотен И. Босха, на музыку Вячеслава Артёмова («Реквием») — постановщик, исполнительница[11]
- «Блюз для Хэма», синтез-балет по мотивам произведений Э. Хемингуэя на музыку Дж. Гершвина, Ф. Шопена, А. Шнитке, Д. Каччини — либреттист, режиссёр
- Transfigured Night, одноактный балет на музыку Шёнберга
- Адажио любви, одноактный балет на музыку Г. Ф. Генделя, Т. Д. Альбинони, А. Скрябина, И. С. Баха
- Дюймовочка, балет на музыку «Времён года» А. Вивальди
- Зазеркалье, балет на музыку А. Пярта («Алина», «Зеркало в зеркале»)
- Иллюстрации к осенним досугам, музыкально-поэтическое представление о двух периодах творчества А. С. Пушкина (Михайловское, Бородино) на музыку П. Чайковского, Н. Титова, Г. Свиридова, А. Грибоедова, Л. Делиба; постановка исторических танцев Н. Дементьевой
- Кафе «Бродячая собака», танцевальный спектакль на музыку А. Вертинского, М. Линдера, П. Пуже, А. Мариетта и др.
- Кот в сапогах, спектакль для детей по сказке Шарля Перро на музыку И. С. Баха и А. Вивальди
- Миг вечности, одноактный балет на музыку Ж.-М. Жарра
- Мистерия — Ода к радости, танцевальный спектакль на симфонию № 9 Бетховена
- Млечный путь любви, одноактный балет на музыку С. Громова
- Нос, балет-фантасмагория по повести Н. Гоголя
- Огонь экстаза, танцевальный спектакль на музыку А. Скрябина
- Поцелуи на клавишах, танцевальный спектакль на музыку А. Скрябина
- Поэма огня, танцевальный спектакль на музыку А. Скрябина
- Признание в любви, балет на музыку П. Чайковского

## Награды и признание
- дипломант Всероссийского конкурса артистов эстрады (1971), вместе с Ю. Д. Медведевым
- лауреат Международного конкурса пантомимы (Берлин, 1973)
- Заслуженная артистка РСФСР (1984).